# Pedró de Tubau
El Pedró de Tubau és una muntanya de 1.543 metres que es troba entre els municipis de Sant Jaume de Frontanyà, a la comarca del Berguedà i de Gombrèn, a la comarca catalana del Ripollès.
Al cim podem trobar-hi un vèrtex geodèsic (referència 286086001).
Aquest cim està inclòs al llistat dels 100 cims de la FEEC